# XII век до н. э.
XII (двена́дцатый) век до на́шей э́ры по пролептическому юлианскому календарю — век с 1 января 1200 года до н. э. по 31 декабря 1101 года до н. э. Это 9-й век 2-го тысячелетия до н. э. Ему предшествовал XIII век до н. э., за ним следовал XI век до н. э. Закончился 3125 лет назад.

## Правители
- Фараоны Сети II, Саптах, Таусерт, Сетнахт, Рамсес III, Рамсес IV, Рамсес V, Рамсес VI, Рамсес VII, Рамсес VIII, Рамсес IX, Рамсес X.
- Цари Ассирии Ашшур-нирари III, Энлиль-кудурри-уцур, Нинурта-апал-Экур, Ашшур-дан I, Нинурта-Тукульти-Ашшур, Мутаккиль-Нуску, Ашшур-реш-иши I, Тиглатпаласар I.
- Цари Вавилона Адад-шум-уцур, Мели-Шиху (1185—1172), Мардук-апла-иддин I (1171—1158), Забаба-шум-иддин, Эллиль-надин-аххе. IV династия: Мардук-набит-аххи-шу, Итти-Мардук-балати, Нинурта-надин-шуми, Навуходоносор I (1126—1105), Эллиль-надин-апли (1104—1101).
- Цари Элама Халлутуш-Иншушинак, Шутрук-Наххунте, Кутир-Наххунте, Шилхак-Иншушинак, Хутелутуш-Иншушинак, Шилханахамру-Лагамар, Хумпанниммена.
- Цари Шан Цзу Гэн, Цзу Цзя, Линь Синь, Гэн Дин, У И, Вэнь Дин, Ди И.

## Древняя Греция
- 1194 год до н. э.—1184 год до н. э. — Троянская война по хронологии Эратосфена. Нападение ахейцев на Малую Азию.
- 1194 — начало Троянской войны по хронологии Эратосфена.
- 1184 — взятие и разрушение Трои ахейцами по хронологии Эратосфена.
- Середина XII века — ок. 1115 — мифический царь Дориды Аристомах, сын Клеодая.
- Ок. 1115 — набег дорийцев на Пелопоннес. Аристомах убит Тисаменом, сыном Ореста.
- Ок. 1115—1080 годы — царь Дориды и Аргоса Темен, сын Аристомаха.
- Конец XII века — вторжение дорийцев в Грецию. Падение Микен, Тиринфа, Пилоса.
- Конец XII века — Ахейцы вытеснены в Малую Азию, на север Пелопоннеса (Ахайю), на Кипр и другие острова.
- Конец XII века — начало XI века — дорийское завоевание Крита.
- 1104 — новый поход Гераклидов на Пелопоннес. Покорение Сикионии.
- Ок. 1100 — Завершение завоевания дорийцами Пелопоннеса: раздел Пелопоннеса на Аргос, Лаконику и Мессению.

## Ассирия
1115 год до н. э. — начало правления ассирийского царя Тиглатпаласара I.

## Древний Египет
- Ок. 1200 — фараон Рамсес-Саптах.
- 1186 год до н. э. — конец правления XIX династии в Египте. Начало правления XX династии.
- 1186—1069 — XX династия в Египте.
- 1186—1184 — фараон Сетнахт.
- Ок. 1185 — смута в Египте. «Восстание Ирсу». Подавление мятежа фараоном Сетнахтом.
- 1184—1153 (1182—1151) — фараон Рамсес III пал жертвой придворного заговора.
- 1180 — победа Рамсеса над ливийскими племенами.
- 1177 — победа Рамсеса над «народами моря», двигавшимися по финикийско-палестинскому побережью в морской битве близ Пелузиума. Филистимляне оседают в Палестине.
- 1174 — победа Рамсеса над ливийским племенем максиев.
- 1153—1069 — фараоны от Рамсеса IV (V) до Рамсеса XI (XII). В Фивах сменились три верховных жреца.
- Ок. 1130 — при Рамсесе VI (VII) в Палестине сохраняются лишь остатки египетского владычества.

## Ближний Восток
- Борьба Ассирии и Урарту.
- Ок. 1200 — после смерти Мутаккиль-Нуску Ашшур посылает в Ассирию своего приближённого Ашшуршумлишира, который становится наместником.
- На период с 1198-го по 1196-й год до н. э. приходится пик засухи в Центральной Анатолии[1].
- Начало XII века — разрушение «народами моря» державы хеттов. Вторжение в Финикию и Палестину. Разрушение Алалаха, Амурру, Сидона.
- Начало XII века (вторая половина XIII века) — походы эламитов на Вавилонию. Захват Эшнунны.
- 1182 — фригийцы разрушили греческий город Амисус (Иония).
- 1160—1150-е годы — царь Ассирии Ашшурдан I.
- Ок. 1160 — царь Элама Шутрук-Наххунте.
- Ок. 1160 (1204) — вторжение эламитов в Вавилонию. Захват царём Китенхутраи городов Сиппара, Вавилона и Ниппура.
- 1158 — свержение господства касситов в Вавилонии. Царь Шутрукнаххунте сажает своего сына на трон Вавилона.
- Ок. 1155 — мятеж против эламитов в южной и центральной Вавилонии. Начало правления 4-й вавилонской династии (2-й династии Исина).
- Середина XII века — начало вторжения в долины Верхнего Евфрата и Верхнего Тигра племени «мушков».
- Середина XII века—середина XI века — эпоха правления судей в Израиле.
- Ок. 1140 (Середина XII века) — царь Элама Шилхак-Иншушинак. Расширение владений Элама в горах Загра. Расцвет Элама.
- 1126—1105 (1146—1123) — царь Вавилона Навуходоносор I (Набукудурриусур или Небухаднезар). Победа над эламитами. Вторжение в Ассирию. Вмешательство Вавилонии в ассирийские дела. Крупная победа над Эламом в битве на реке Эвлее. Вторжение в Элам. Разгром луллубеев и касситов. Успешная борьба с арамеями.
- Ок. 1125 — окончательная победа израильтян над ханаанеянами.
- Ок. 1120 — царь Ассирии Ашшур-реш-иши I наносит поражение вторгнувшемуся Навуходоносору.
- 1115—1077 (1116—1090) — царь Ассирии Тиглатпаласар I (Тукультиапалэшарра), сын Ашшурешиши. Победа над племенем «мушков». Победа над странами Наири. Походы на север и северо-восток. Разгром Вавилонии. Поход к Ливанским горам и Финикии. Победы в Сирии и Финикии.
- Ок. 1100 — начало массового проникновения арамеев на территорию Сирии и Месопотамии.
- Ок. 1100 — победа царя Вавилонии Мардукнадинахе над ассирийцами. Захват города Экаллатса.

## Монголия
- Хунну пересекают Гоби.
- Карасукская культура.
- Ок. 1200 — В Минусинских степях андроновскую культуру вытесняют переселенцы из Северного Китая.

## Древний Китай
- Вэнь-ван возглавляет Чжоу.

## Другие регионы
- Период 1206—1150 гг. до н. э. — катастрофа бронзового века
- Ок. 1152 — основание Альба-Лонги (по легенде, Асканием, сыном Энея).
- Ок. 1100 — основание финикийцами города Утика (Тунис). Основание финикийцами города Кадис.
- XII век — на территории Алжира возникли финикийские поселения.
- XII век — середина VII века — существование Минейского царства в Южной Аравии.